# Saint-Groux
Saint-Groux és un municipi francès situat al departament del Charente i a la regió de la Nova Aquitània. L'any 2007 tenia 134 habitants.

## Demografia

### Població
El 2007 la població de fet de Saint-Groux era de 134 persones. Hi havia 54 famílies de les quals 12 eren unipersonals (12 dones vivint soles i 12 dones vivint soles), 27 parelles sense fills i 15 parelles amb fills.
La població ha evolucionat segons el següent gràfic:
Habitants censats

### Habitatges
El 2007 hi havia 72 habitatges, 56 eren l'habitatge principal de la família, 6 eren segones residències i 10 estaven desocupats. Tots els 70 habitatges eren cases. Dels 56 habitatges principals, 51 estaven ocupats pels seus propietaris, 4 estaven llogats i ocupats pels llogaters i 1 estava cedit a títol gratuït; 5 tenien dues cambres, 9 en tenien tres, 15 en tenien quatre i 28 en tenien cinc o més. 46 habitatges disposaven pel capbaix d'una plaça de pàrquing. A 23 habitatges hi havia un automòbil i a 31 n'hi havia dos o més.

### Piràmide de població
La piràmide de població per edats i sexe el 2009 era:
| Homes | Edats   | Dones |
| ----- | ------- | ----- |
| 0     | 95 o +  | 0     |
| 0     | 90 a 94 | 0     |
| 0     | 85 a 89 | 4     |
| 0     | 80 a 84 | 0     |
| 4     | 75 a 79 | 4     |
| 8     | 70 a 74 | 4     |
| 0     | 65 a 69 | 0     |
| 12    | 60 a 64 | 0     |
| 4     | 55 a 59 | 8     |
| 0     | 50 a 54 | 8     |
| 4     | 45 a 49 | 8     |
| 4     | 40 a 44 | 0     |
| 4     | 35 a 39 | 0     |
| 8     | 30 a 34 | 4     |
| 0     | 25 a 29 | 8     |
| 0     | 20 a 24 | 4     |
| 8     | 15 a 19 | 0     |
| 0     | 10 a 14 | 0     |
| 0     | 5 a 9   | 4     |
| 0     | 0 a 4   | 12    |

## Economia
El 2007 la població en edat de treballar era de 82 persones, 58 eren actives i 24 eren inactives. De les 58 persones actives 50 estaven ocupades (25 homes i 25 dones) i 8 estaven aturades (2 homes i 6 dones). De les 24 persones inactives 12 estaven jubilades, 6 estaven estudiant i 6 estaven classificades com a «altres inactius».

### Ingressos
El 2009 a Saint-Groux hi havia 57 unitats fiscals que integraven 140 persones, la mediana anual d'ingressos fiscals per persona era de 18.368 €.

### Activitats econòmiques
Dels 3 establiments que hi havia el 2007, 1 era d'una empresa de fabricació de material elèctric, 1 d'una empresa d'hostatgeria i restauració i 1 d'una empresa de serveis.
L'any 2000 a Saint-Groux hi havia 7 explotacions agrícoles que ocupaven un total de 243 hectàrees.

## Poblacions més properes
El següent diagrama mostra les poblacions més properes.